# Georg Oberdieck
Georg Oberdieck (* 23. Januar 1869 in Hannover; † 30. Mai 1945) war ein deutscher Offizier sowie SA-Obergruppenführer.

## Leben
Oberdieck war der Sohn eines Arztes. Nach dem Besuch eines Gymnasiums, das er mit dem Abitur verließ, trat er 1890 als Fahnenjunker in das Feldartillerie-Regiment „von Scharnhorst“ (1. Hannoversches) Nr. 10 der Preußischen Armee ein. 1891 wurde er zum Leutnant befördert. In den folgenden Jahren tat er in verschiedenen Artillerieregimentern und im Großen Generalstab in Berlin Dienst, wo er den Rang eines Majors erreichte.
Im Ersten Weltkrieg wurde Oberdieck als Stabsoffizier im 1. Unter-Elsässischen Feldartillerie-Regiment Nr. 31 sowie als Artilleriekommandeur Nr. 52 verwendet. Er wurde zweimal verwundet und mit mehreren Orden ausgezeichnet. Von 1919 bis 1920 kommandierte er das Reichswehr-Artillerie-Regiment 10 der Vorläufigen Reichswehr, bevor er im Oktober 1920 als Oberst aus dem Militärdienst ausschied. Einem Freikorps gehörte er nie an.
In den 1920er Jahren engagierte er sich von 1924 bis 1930 im Veteranenbund Stahlhelm, in dem er ein Jahr lang den Posten eines Gauführers von Hannover bekleidete.
Zum 1. Februar 1930 schloss Oberdieck sich der NSDAP (Mitgliedsnummer 194.437) und im selben Jahr der SA an. In der SA stieg er bald vom einfachen SA-Mann zum Sturmführer auf. Einige Monate später erhielt er einen Stabsposten im Gausturm Hannover-Süd. Anschließend bekleidete er bis September 1939 weitere Stellungen in SA-Stäben und -Schulen. 
Im September 1939 wurde Oberdieck zum stellvertretenden Führer der SA-Gruppe Niedersachsen ernannt. In dieser Stellung vertrat der die im Kriegseinsatz befindlichen Führer der Gruppe Max Linsmayer bzw. Günther Gräntz. Zum 23. Januar 1944 wurde Oberdieck in dieser Stellung zum SA-Obergruppenführer, dem höchsten Rang im Ranggefüge der SA, ernannt. 
Campbell wertet Oberdieck als typischen Exponenten der Gruppe der „Überläufer“ (defectors) in der SA-Führung, die ab 1929 aus anderen Organisationen zur NS-Bewegung stießen, nachdem diese sich als dominierende Gruppe der nationalistischen Rechten in Deutschland durchzusetzen begann. Aufgrund ihres fortgeschrittenen Alters wären Männer wie Oberdieck zwar als Führer von SA-Verbänden in Straßenkämpfen unbrauchbar gewesen, aufgrund ihrer Verwaltungserfahrungen hätten diese dennoch einen wertvollen Zuwachs für die NSDAP dargestellt, da sie in der Organisation der Stäbe und der Durchführung der Planung der SA-Einsätze und der Ausbildung der jüngeren Führer maßgeblich zur Herausbildung der Durchschlagskraft der SA als paramilitärischem Straßenkampfverband beigetragen hätten. Oberdieck speziell hätte zudem durch seinen Wechsel vom Stahlhelm in die SA einem Wettbewerber der NSDAP um die Führung des rechten Lagers direkt geschwächt, indem diese einen fähigen Führer verlor und jene ihn gewann. Außerdem habe die SA von seinem persönlichen Prestige auf regionaler Ebene profitiert.